# Copa Conmebol 1999
Copa CONMEBOL 1999 var 1999 års säsong av den sydamerikanska fotbollsturneringen Copa CONMEBOL som vanns av den argentinska klubben Talleres. Det var klubbens första titel och togs efter en seger mot CSA från Brasilien efter 5-4 totalt.
I turneringen deltog fyra lag från Brasilien; två lag från Argentina och Colombia; ett lag från Bolivia, Chile, Ecuador, Paraguay, Peru och Venezuela. Lag från Uruguay deltog ej.

## Första omgången
| Lag 1            | Tot. resultat | Lag 2                   | 1:a matchen | 2:a matchen | Straffar |
| ---------------- | ------------- | ----------------------- | ----------- | ----------- | -------- |
| Vila Nova        | 2–2 (s)       | CSA                     | 0–2         | 2–0         | 3–4      |
| Deportes Quindío | 2–2 (s)       | Estudiantes de Mérida   | 2–0         | 0–2         | 3–5      |
| São Raimundo     | (s) 3–3       | Atlético Huila          | 1–2         | 2–1         | 4–2      |
| Deportivo Cuenca | 2–2 (s)       | Sport Boys              | 2–2         | 0–0         | 3–4      |
| San Lorenzo      | 2–2 (s)       | Paraná                  | 0–1         | 2–1         | 1–3      |
| Talleres         | (s) 4–4       | Independiente Petrolero | 1–4         | 3–0         | 5–4      |

## Kvartsfinal
| Lag 1               | Tot. resultat | Lag 2                 | 1:a matchen | 2:a matchen | Straffar |
| ------------------- | ------------- | --------------------- | ----------- | ----------- | -------- |
| CSA                 | 3–1           | Estudiantes de Mérida | 0–0         | 3–1         | —        |
| São Raimundo        | 5–1           | Sport Boys            | 1–1         | 4–0         | —        |
| Talleres            | (s) 1–1       | Paraná                | 1–0         | 0–1         | 3–1      |
| Deportes Concepción | 4–3           | Rosario Central       | 2–2         | 2–1         | 4–3      |

## Semifinal
| Lag 1               | Tot. resultat | Lag 2    | 1:a matchen | 2:a matchen | Straffar |
| ------------------- | ------------- | -------- | ----------- | ----------- | -------- |
| São Raimundo        | 2–2 (s)       | CSA      | 1–0         | 1–2         | 4–5      |
| Deportes Concepción | 2–3           | Talleres | 1–2         | 1–1         | —        |

## Final
| Lag 1    | Tot. resultat | Lag 2 | 1:a matchen | 2:a matchen | Straffar |
| -------- | ------------- | ----- | ----------- | ----------- | -------- |
| Talleres | 5–4           | CSA   | 2–4         | 3–0         | —        |